# Unité urbaine de Luxeuil-les-Bains
L'unité urbaine de Luxeuil-les-Bains est une unité urbaine française centrée sur Luxeuil-les-Bains, ville de Haute-Saône.

## Données globales
En 2020, selon l'INSEE, l'unité urbaine de Luxeuil-les-Bains est composée de six communes, toutes  situées dans le département de la Haute-Saône, plus précisément dans l'arrondissement de Lure.

## Délimitation de l'unité urbaine de 2020
Elle est composée des six communes suivantes :

| Nom                     | Code Insee | Statut | Superficie (km2) | Population (dernière pop. légale) | Densité (hab./km2) |
| ----------------------- | ---------- | ------ | ---------------- | --------------------------------- | ------------------ |
| Baudoncourt             | 70055      |        | 7,57             | 484 (2022)                        | 64                 |
| Breuches                | 70093      |        | 9,12             | 643 (2022)                        | 71                 |
| La Chapelle-lès-Luxeuil | 70128      |        | 7,69             | 382 (2022)                        | 50                 |
| Froideconche            | 70258      |        | 16,04            | 1 974 (2022)                      | 123                |
| Luxeuil-les-Bains       | 70311      |        | 21,81            | 6 674 (2022)                      | 306                |
| Saint-Sauveur           | 70473      |        | 12,02            | 1 929 (2022)                      | 160                |